# Ordre de la Réconciliation de la République centrafricaine
 (juin 2019).
L’ordre de la Réconciliation de la République Centrafricaine est une décoration nationale de la République centrafricaine.

## Historique
L’ordre de la Réconciliation a été créé le 28 janvier 2019 par le Decret № 19.220 du président Faustin-Archange Touadéra à l’occasion de la signature de «l’Accord de paix et de réconciliation en République Centrafricaine» de Khartoum (Soudan).

## Grades
L’ordre de la Réconciliation a 3 grades (chevalier, officier et commandeur).
| Chevalier | Officier | Commandeur |
| --------- | -------- | ---------- |
|           |          |            |

## Description
L’ordre de la Réconciliation vise à récompenser tout citoyen de la République Centrafricaine, ainsi que tout citoyen étranger ayant contribué à la réconciliation, au rétablissement, ainsi qu’à la consolidation de la paix.
La décoration de chevalier de l’ordre de la Réconciliation représente une étoile à 16 rayons dont huit sont dorés, quatre verts et quatre blancs, avec des inserts bleus entre chaque rayon adjacent. Il y a un cercle dans le centre de l’étoile qui comprend un dessin de la carte de la République Centrafricaine et d’une poignée de main, ainsi qu’une inscription en français et en sango : « ORDRE DE LA RÉCONCILIATION EN CENTRAFRIQUE » et « LËNGO SÖNGO NA BÊAFRIKA ».
La décoration d’officier de l’ordre de la Réconciliation représente une étoile à 16 rayons dont huit sont dorés, quatre verts et quatre rouges, avec des inserts bleus entre chaque rayon adjacent. En outre, il y a une couronne qui enclenche l’ordre et le collier qui est décoré d’une petite étoile à 5 rayons elle-même. Il y a un cercle dans le centre de l’étoile qui comprend un dessin de la carte de la République Centrafricaine et d’une poignée de main, ainsi qu’une inscription en français et en sango : « ORDRE DE LA RÉCONCILIATION EN CENTRAFRIQUE » et « LËNGO SÖNGO NA BÊAFRIKA ».
La décoration de commandeur de l’ordre de la Réconciliation représente une étoile à 16 rayons dont huit sont dorés, quatre verts et quatre rouges, avec des inserts bleus entre chaque rayon adjacent. En outre, il y a une grande couronne qui enclenche l’ordre et le collier qui est décoré d’une grande étoile à 5 rayons elle-même. Il y a un cercle dans le centre de l’étoile qui comprend un dessin de la carte de la République Сentrafricaine et d’une poignée de main, ainsi qu’une inscription en français et en sango : « ORDRE DE LA RÉCONCILIATION EN CENTRAFRIQUE » et « LËNGO SÖNGO NA BÊAFRIKA ».